# 吕爱平
吕爱平（英語：Lyu Aiping，1963年—），汉族，中华人民共和国政治人物、第十一届全国政协委员，歐洲科學院外籍院士，現任香港浸会大学副校長（研究及拓展）兼中医药学院院长、讲座教授。
担任中国中医科学院中医临床医学基础研究所常务副所长。2008年，当选第十一届全国政协委员，代表医药卫生界，分入第四十六组。
2012年2月起 任香港浸會大學中醫學院院長、首席教授。
2023年8月起 任香港浸會大學副校長（研究及拓展）。